# Schalk Burger (pilote automobile)
Pour les articles homonymes, voir Schalk Burger et Burger.
Schalk Burger sr. est un pilote de rallyes sud-africain, toujours en activité en 2011.

## Biographie
Son fils, Schalk Burger (Jnr), a également fait ses débuts en ARC en 2010.

## Palmarès ARC
- 2001: Champion d'Afrique des rallyes (ARC), sur une Subaru Impreza WRX STI (copilote Piet Swanepoel);
- 2001: Rallye du Zimbabwe;
- 2001: Rallye du Ruanda;
- 2002: Rallye de Namibie (Toyota Tara);
  - 2e du rallye Sasol d'Afrique du Sud en 2011 (copilote Armand Du Toit, sur Mitsubishi Lancer Evo X);

## Autres victoires
- 2008: Tzaneen Rally (copilote Martin Botha, sur Subaru Impreza);
  - 4e du rallye du Natal en 2004 (copilote Vito Bonafede, sur Subaru Impreza).

## Récompenses
- 2001: Ken Lee Trophy, décerné par le Sports Car Club of South Africa;
- 2001: Motor Sportsmen of the Year award, décerné par la South African Guild of Motoring journalists et par Bridgestone Firestone;
- 2002: Presidential Sports Gold Award, remis en février à Tuynhuis (Le Cap) par le Department of Sport and Recreation, pour le titre continental de 2001.